# Peter Paul van Dijk
Peter Paul van Dijk (* 4. Mai 1967 in den Niederlanden) ist ein niederländischer Herpetologe und Naturschützer. Sein Hauptaugenmerk gilt den südostasiatischen Süßwasserschildkröten.

## Leben
Van Dijk wuchs in den Niederlanden auf. 1986 zog er nach Irland, wo er am University College Galway Zoologie studierte. Nach dem Abschluss zum Bachelor of Science mit Auszeichnung im Jahr 1990 folgte ein forschungsbasiertes Doktoratsstudium, für das er von der National University of Ireland ein Postgraduiertenstipendium und ein Reisestipendium erhielt. Während dieser Zeit war er wissenschaftlicher Mitarbeiter an der Chulalongkorn-Universität in Bangkok, wo er Forschungen zur Ökologie der Gelbkopfschildkröte (Indotestudo elongata) in Westthailand betrieb.  Parallel zu seiner Promotionsarbeit war van Dijk an einer Vielzahl von naturschutzorientierten Forschungsprojekten in Thailand beteiligt, die sich auf Studien der Wald- und Süßwasserbiodiversität und das Feuchtgebietsmanagement konzentrierten.
1998 wurde van Dijk mit der Dissertation The natural history of the elongated tortoise Indotestudo elongata (Blyth, 1853) (Reptilia: Testudines) in a hill forest mosaic in western Thailand with notes on sympatric turtle species an der National University of Ireland zum Ph.D. promoviert. In seiner Postdoc-Phase setzte er die naturschutzorientierte Feldarbeit in Thailand fort, darunter als leitender Umsetzer einer Auftragsstudie über den Status von Landschildkröten und Süßwasserschildkröten für die IUCN. Daneben war er an der dritten biologischen Verträglichkeitsprüfung für den vorgeschlagenen Kaeng-Sua-Ten-Staudamm beteiligt.
Besorgt über die Entwicklung der Schildkrötenausbeutung in ganz Asien wechselte van Dijk im Dezember 1999 vom akademischen Sektor in den NGO-Sektor für Naturschutz. Er bewarb sich für den Posten des leitenden Programmbeauftragten bei TRAFFIC Southeast Asia (TSEA) und wurde ausgewählt. Das globale TRAFFIC-Netzwerk ist das gemeinsame Wildtierhandelsprogramm der IUCN und des World Wildlife Fund, dessen südostasiatisches Büro in Malaysia alle elf Staaten der ASEAN-Region umfasst. Van Dijks erste Aufgabe war es, an einem regionalen Workshop über den Handel mit asiatischen Schildkröten teilzunehmen, eine Arbeitsgruppe zu bilden, um den Status der asiatischen Landschildkröten und Süßwasserschildkröten in der Roten Liste gefährdeter Arten der IUCN zu bestimmen und die Protokolle des Treffens zu bearbeiten. Das Kommuniqué und die Beratungen der Sitzung waren ausschlaggebend für die Ausweitung der Regulierungsmaßnahmen für Süßwasserschildkröten im Rahmen des Übereinkommens der Vereinten Nationen über den internationalen Handel mit gefährdeten Arten von Flora und Fauna (CITES).
Neben institutionellen Prioritäten wie Elfenbein und Holz konzentrierte sich Peter Paul van Dijk weiterhin auf den Handel mit Süßwasserschildkröten und Landschildkröten und verfasste den Ausschreibungsantrag des Bundesamtes für Naturschutz (BfN), um mittel- und langfristige Maßnahmen zur Erhaltung von Schildkröten in Asien zu entwickeln. Dieses Projekt wurde im Juni 2003 erfolgreich abgeschlossen, nachdem vier Vorschläge zur Einbeziehung von insgesamt sieben Schildkrötenarten in die CITES-Handelsregeln sowie eine detaillierte Analyse des Zustands und der Perspektiven des asiatischen Schildkrötenhandels vorgelegt wurden.
Infolge der strategischen Ausrichtung des TRAFFIC-Networks weg von artenspezifischen Projekten und aus persönlichen Gründen schied van Dijk bei TSEA aus und kehrte im September 2002 in die Niederlande zurück, um sich ausschließlich dem Schutz von Landschildkröten und Süßwasserschildkröten zu widmen. Dazu gehörten der Abschluss des BfN-Projekts für TRAFFIC, redaktionelle Beiträge zum Projekt Conservation Biology of Tortoises & Freshwater Turtles für die Chelonian Research Foundation und die Vorbereitung von weiteren fünf Vorschlägen im Namen der Regierungen der Vereinigten Staaten und Indonesiens zur Aufnahme weiterer sechs Süßwasserschildkrötenarten unter dem Dach der CITES-Handelsregeln. Van Dijk bereitete insgesamt neun Vorschläge vor, um 13 Arten von Süßwasserschildkröten in die CITES-Anhänge aufzunehmen, die von den Vereinigten Staaten, China, Deutschland und Indonesien vorgelegt und jeweils angenommen wurden.
Im November 2004 wurde van Dijk Leiter des Tortoise and Freshwater Turtle Conservation Program von Conservation International (CI). Zu den Hauptaufgaben gehören die weitere Analyse des Handels mit Schildkröten, die Verwaltung des Bewertungsverfahrens der Roten Liste der IUCN für Landschildkröten und Süßwasserschildkröten sowie die Entwicklung und Umsetzung weiterer Maßnahmen zum Schutz des Überlebens von Landschildkröten- und Süßwasserschildkrötenarten weltweit, einschließlich der Zusammenarbeit mit Gesetzgebungs- und Regulierungsverfahren auf US-amerikanischer sowie internationaler Ebene.
Seit 1994 ist van Dijk Mitglied der IUCN Tortoise and Freshwater Turtle Specialist Group (TFTSG) und seit 2000 stellvertretender Vorsitzender der Gruppe. Die TFTSG ist das führende Expertengremium für die Biologie und den Naturschutz von Schildkröten der IUCN und umfasst weltweit rund 300 Mitglieder. Er ist Mitglied des Beirats der Turtle Survival Alliance, einer nach 501(c)(3) gemeinnützigen Organisation mit Sitz in Texas und des wissenschaftlichen Beirats des Asian Turtle Conservation Network mit Sitz in Vietnam und er ist Gründungsmitglied des Turtle Conservation Fund, einem organisationsübergreifenden Förderprogramm, das wichtige Schutzmaßnahmen für Landschildkröten und Süßwasserschildkröten auf der ganzen Welt unterstützt.
Van Dijk ist Mitherausgeber der Monographien-Reihe Conservation Biology of Tortoises & Freshwater Turtles und Redaktionsmitglied der Zeitschrift Chelonian Conservation and Biology, des ersten Journals, das sich ausschließlich dem Schildkrötenschutz widmet sowie Redaktionsmitglied der Zeitschrift Emys.

## Auszeichnungen und Dedikationsnamen
2017 erhielt van Dijk für seine Verdienste um den Süßwasserschildkrötenschutz in Südostasien den Behler Turtle Conservation Award der IUCN/SSC Tortoise and Freshwater Turtle Specialist Group. Im Jahr 2003 ehrten William Patrick McCord und Peter Pritchard van Dijk im Artepitheton der Burma-Kurzkopf-Weichschildkröte (Chitra vandijki).